# Parectropis conspurcata
Parectropis conspurcata là một loài bướm đêm trong họ Geometridae.